# نظام الدين شامزي
نظام الدين شامزي (ت. 1425 هـ / 2004 م) هو عالم مسلم ، من أهل الباكستان.
هو نظام الدين بن حبيب الرحمان بن خليل الرحمان أبصر النور. ولد في قرية من قرى مديرية سوات. درّس في الجامعة الفاروقية لنحو عشرين سنة.
اغتيل في الحادي عشر من ربيع الأول 1425 هـ / 30 أيار 2004 م عندما أطلق عليه مسلحون مجهولون النار في كراتشي فأردوه قتيلا.